# Gottlob Benedikt von Schirach

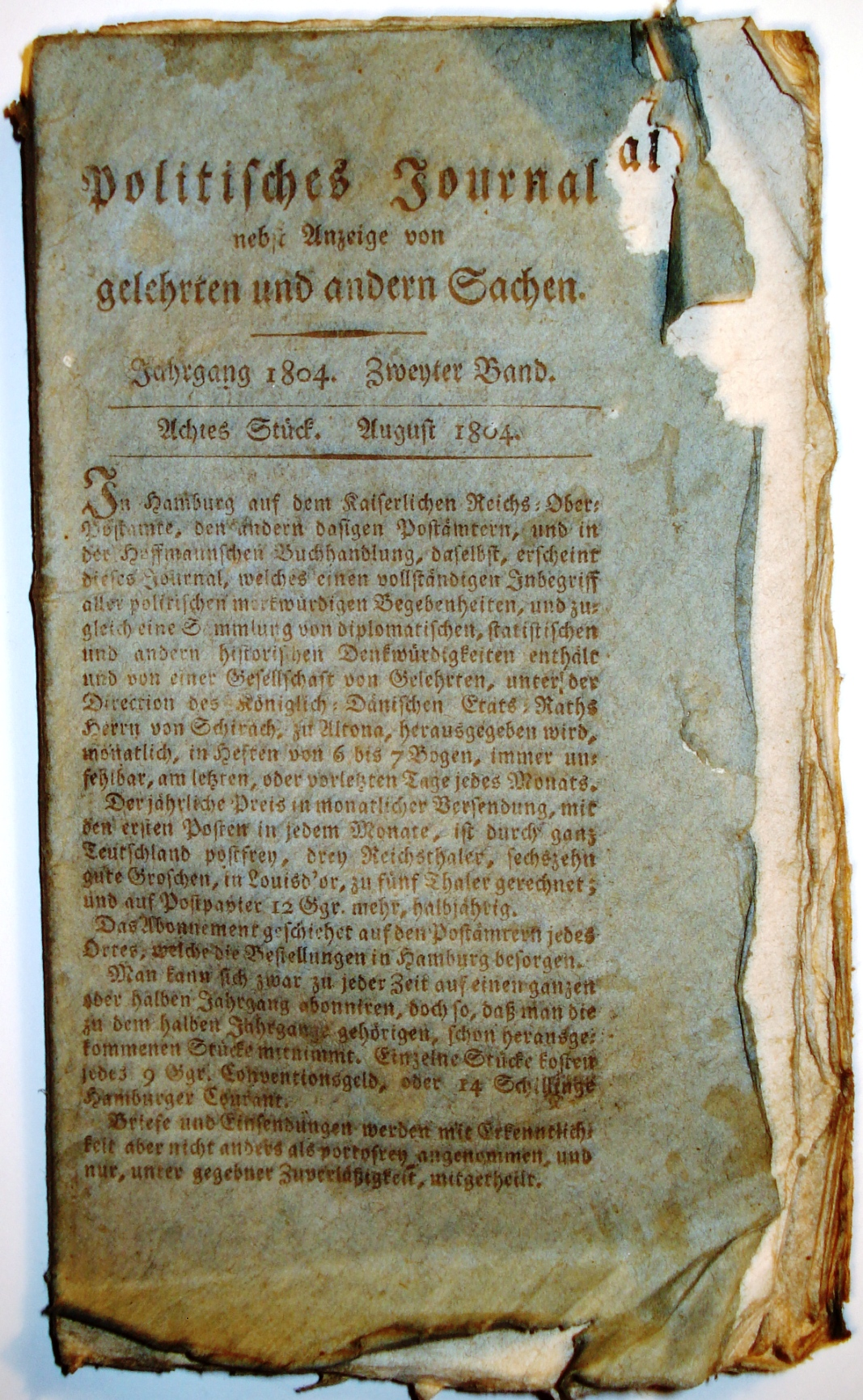
Titelblatt der Ausgabe vom August 1804 des von Gottlob Benedikt von Schirach herausgegebenen Politischen Journals

Gottlob Benedikt von Schirach (geboren als Gottlob Benedikt Schirach, auch Gottlob Benedict Schirach; * 13. Juni 1743 in Tiefenfurth bei Lauban, Oberlausitz; † 7. Dezember 1804 in Altona/Holstein) war ein deutscher Historiker, dänischer Legationsrat und Publizist. 

## Leben und Wirken
Er wurde 1743 unter dem Namen Gottlob Benedikt Schirach als Sohn des sorbischen Theologen Christian Gottlob Schirach geboren.
Nach dem Studium der Geschichte und Philologie an der Universität Leipzig wurde er 1764 Privatdozent an der Universität Halle, wo er sich mit Christian Adolph Klotz anfreundete. Fünf Jahre später wurde er 1769 Professor für Philosophie an der Universität Helmstedt. Er veröffentlichte zahlreiche Bücher, die ihn zu einem (zu seiner Zeit) bedeutenden Schriftsteller machten.
Für die 1776 erschienene Biographie Kaiser Karls VI. wurde er von Kaiserin Maria Theresia in den (österreichischen) Adelsstand erhoben (womit das Adelsgeschlecht der von Schirachs begründet wurde).
1780 ging er nach Altona (Holstein) bei Hamburg, wo er als Legationsrat in dänischen Dienst trat.
Dort begründete er 1781 die Zeitschrift Politisches Journal nebst Anzeige von gelehrten und andern Sachen – eine der ersten Zeitschriften Europas, die als eine der besten und bedeutendsten Zeitschriften Nord- und Mitteldeutschlands eingeordnet wurde.
Bis zur Französischen Revolution war Gottlob Benedikt von Schirach den Gedanken der Aufklärung zugeneigt, entwickelte sich jedoch nach der Revolution unter dem Eindruck derer Exzesse zu einem Widerpart revolutionärer Ideen. Diese antirevolutionäre Einstellung (die sich auch in seiner publizistischen Tätigkeit niederschlug) führte zu Anfeindungen seitens Georg Friedrich Rebmann (einem der engagiertesten Verfechter der Ideen der Französischen Revolution) sowie von Adolph Freiherr Knigge, mit dem Vorwurf der starken Verfälschung der „Wahrheit“ (diese zu „beschirachen“).

## Werke
Die Werke in lateinischer Sprache erschienen unter dem Namen „Gottlob Benedicto Schirach“ – bis zu seiner Erhebung in den Adelsstand erschienen seine Veröffentlichungen unter „Gottlob Benedikt Schirach“ – danach unter „Gottlob Benedikt von Schirach“.
- Clavis poetarum classicorum, sive Index philologico-criticus in Horatium, Terentium, Phædrum, Ovidium et Virgilium. 2 Bände. Waisenhaus, Halle 1768–1769.
  - Horatium, Terentium, Phædrum, Minori Forma. Waisenhaus, Halle 1768 (Digitalisat)
  - Ovidium et Virgilium, Minori Forma. Waisenhaus, Halle 1769 (Digitalisat)
- Tu Tzetzu Ta Pro Omēru Ta Omēru Kai Ta Meth Omēron En Syntomōi Ekdothenta = Ioannis Tzetzae Carmina Iliaca. Curtius, Halle 1770 (Digitalisat)
- Ephemerides literariae Helmstadienses. Waisenhaus, Helmstedt 1770–1775 (Digitalisat Band 1), (Band 2), (Band 5)
- Biographien der Deutschen. 6 Bände. Gebauer, Halle 1771–1774 (Band 1), (Band 2), (Band 3, Ausg. Trattner, Wien 1788), (Band 4, Ausg. Trattner, Wien 1788), (Band 5), (Band 6)
- Über die moralische Schönheit und Philosophie des Lebens. Richter, Altenburg 1772; books.google.de
- Magazin der deutschen Critik. Gebauer, Halle 1772–1776. (Zeitschrift) (Inhaltserschließung)
- Biographie Kaisers Carls des Sechsten. Gebauer, Halle 1776 (Digitalisat)
- Biographien des Plutarchs mit Anmerkungen. Mehrbändiges Werk. Haas, Wien 1743–1804.
- Historisch-statistische Notiz der Großbrittannischen Colonien in America, mit politischen Anmerkungen, die gegenwertigen Americanischen Unruhen betreffend. Frankfurt am Main/Leipzig 1776; books.google.de
- Ueber das Königliche Dänische Indigenatrecht und einige andre Gegenstände der Staatswissenschaft und Geschichte. Herold, Hamburg 1779 (Digitalisat)

Ab 1781 veröffentlichte er (zusammen mit einer „Gesellschaft von Gelehrten“) die Zeitschrift Politisches Journal nebst Anzeige von gelehrten und andern Sachen.
Ab 1769 erschienen die Literarischen Briefe an das Publicum, davon ist der erste Band (Paquet), von ihm, zweiter und dritter von Gottlob David Hartmann.

## Familie
Gottlob Benedikt von Schirach ist der Vater von Wilhelm Benedict von Schirach (1779–1866), Jurist und Publizist, der u. a. die Herausgabe der Zeitschrift Politisches Journal nebst Anzeige von gelehrten und andern Sachen nach dem Tode seines Vaters bis 1840 fortsetzte.